# 公桥乡
公桥乡，是中华人民共和国安徽省阜阳市阜南县下辖的一个乡镇级行政单位。

## 行政区划
公桥乡下辖以下地区：
公桥村、巩堰村、阮城村、许楼村、穆庄村、唐林村、三合村、罗郢村、孟寨村和李寨村。